# Naufrage du Novo Amapá
Le naufrage du Novo Amapá est l'un des naufrages les plus meurtriers de l'histoire du bassin amazonien. En janvier 1981, à la suite de négligences ayant poussé à surcharger le bateau Novo Amapá, celui-ci coule près d'Almeirim (Pará), entraînant la mort de plus de 400 personnes.

## Le navire
Le Novo Amapá est un bateau en bois ayant deux ponts, de 25 mètres de long,,. Sa capacité maximale est de 500 kg de fret et 400 passagers. En 1981, il n'a officiellement le droit que de transporter 150 passagers avec une demi-tonne de marchandises. Peu de temps avant l'accident, le propriétaire a fait des travaux sur le bateau et rajouté un moteur supplémentaire.

## Naufrage

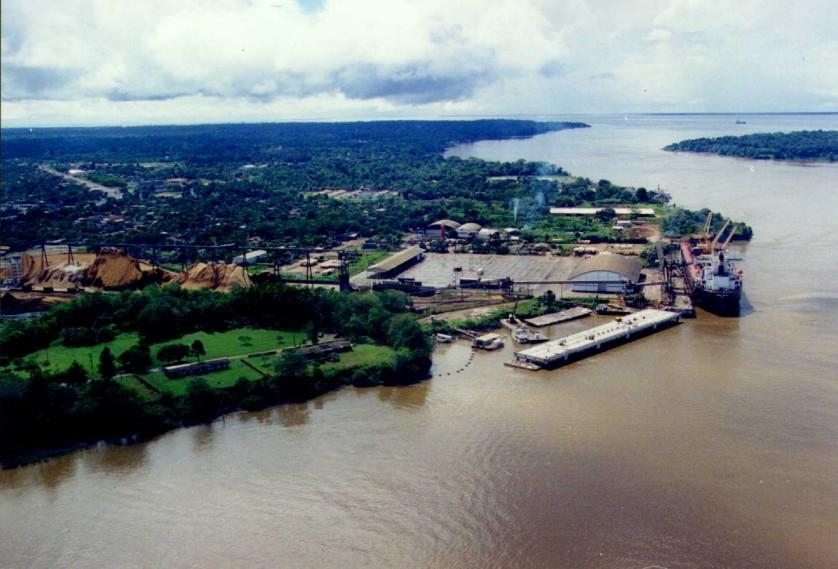
Port de Santana, point de départ du Novo Amapá.

Le 6 janvier 1981, le Novo Amapá quitte Santana (Amapá) en début d'après-midi pour se rendre à Monte Dourado (en), dans la municipalité d'Almeirim (Pará). C'est un trajet qu'il réalise régulièrement en une journée et demie, avec un arrêt à Laranjal do Jari.
C'est le soir de son départ, un peu avant 21 heures, qu'il chavire alors qu'il est à l'embouchure de la Cajarí (en), affluent de l'Amazone, près d'Almeirim.
L'heure tardive de la catastrophe, heure à laquelle les passagers dormaient, et l'arrivée tardive des secours en raison de problèmes d'accès sont la raison du nombre élevé de victimes. Le bateau ne coule pas entièrement ; une partie reste hors de l'eau, mais de nombreux passagers se sont retrouvés piégés dans leurs cabines. Ce n'est que le matin du 8 janvier que les secours arrivent sur place. L'armée est également envoyée en renfort pour participer au sauvetage.
Une grande partie des corps ont été enterrés dans une fosse commune à Santana, sans avoir été identifiés. D'autres, emportés par le courant, n'ont jamais été retrouvés. Le nombre exact des passagers présents cette nuit-là et celui des victimes sont inconnus.
Plusieurs causes sont avancées pour expliquer le retournement du bateau. Des témoins ont annoncé qu'un jeune homme inexpérimenté tenait la barre au moment du naufrage. Cette explication a été réfutée par le capitaine. Une autre serait la présence d'un banc de sable, mais les cartes des fonds locaux et le niveau de l'eau suffisamment haut à cette période contredisent cette thèse. L'enquête dévoile que le bateau était en surcharge : trop de fret et trop de passagers. Alors que 150 passagers sont officiellement déclarés lors de son départ du port, il serait parti avec plus de 600 passagers et près d'une tonne de marchandises. Le New York Times annonce à l'époque le sauvetage de 186 personnes.

## Conséquences
Malgré les demandes des victimes et des familles, le processus d'indemnisation n'a jamais abouti ; il est suspendu depuis 1997.
Le bateau a deux propriétaires : l'un est mort dans l'accident, le second a renfloué le Novo Amapá qui a repris la navigation.
Malgré cette tragédie, un nouvel accident endeuillera le Brésil huit mois plus tard. En septembre 1981 a lieu le naufrage du Sobral Santos II qui se déroule dans les mêmes conditions que celui du Novo Amapá : chavirage en raison d'un bateau bien trop chargé.